# Peter Jacobson
Peter S. Jacobson  (ur. 24 marca 1965 w Chicago) – amerykański aktor charakterystyczny. 

## Życiorys
Urodził się w Chicago, w stanie Illinois jako syn Lynn (z domu Straus) i Waltera Davida Jacobsona, prezentera wiadomości z Chicago. Jego rodzina była pochodzenia żydowskiego, mająca także korzenie rosyjskie, ukraińskie i litewskie. W 1987 ukończył studia na Uniwersytecie Browna w Providence, a w 1991 – Juilliard School w Nowym Jorku.
Zadebiutował jako dziennikarz w jednym z odcinków serialu kryminalnego ABC Nowojorscy gliniarze (1993) i dziennikarz telewizyjny w komedii romantycznej Andrew Bergmanem Dwa miliony dolarów napiwku (It Could Happen to You, 1994) u boku Nicolasa Cage’a. Był prawnikiem w komedii Części intymne (Private Parts, 1997) z udziałem Howarda Sterna. Jacobson i Lisa Edelstein, jego przyszła koleżanka z serialu Dr House, pojawili się jako para jedząca w restauracji w komedii Jamesa L. Brooksa Lepiej być nie może (As Good as It Gets, 1997) z Jackiem Nicholsonem i Helen Hunt. W serialu medycznym stacji telewizyjnej Fox Dr House (2007–2012) wystąpił jako dr Chris Taub.
1 listopada 1997 ożenił się z Whitney Scott. Mają jedno dziecko.

## Wybrana filmografia
- Bull (2017) jako Garret Tilden (sezon 1, odc. 22)
- What Just Happened? (2008) jako Cal
- Nocny pociąg z mięsem (2008) jako Otto
- Transformers (2007) jako pan Hosney
- Życie po falstarcie (Starter Wife, The) (2007) jako Kenny Kagan
- Miłość na zamówienie (Failure to Launch) (2006) jako para w stoczni jachtowej
- Zagubiony pokój (2006) jako Wally Jabrowski
- Good Night and Good Luck (Good Night, and Good Luck) (2005) jako Jimmy
- Domino (2005) jako Burke Beckett
- CSI: Kryminalne zagadki Miami (CSI Miami) (2005) jako George Hammett (gościnie)
- Rewizja osobista (Strip Search) (2004) jako John Scanlon
- Method & Red  (2004) jako Bill Blaford
- Dr House (House, M.D.) (2004) jako dr Chris Taub / 39 (od 4 sezonu)
- Ostry dyżur (ER) (2004) jako zboczeniec napastujący Susan
- A.U.S.A. (2003) jako Geoffrey Laurence
- Na ścieżce wojennej (Path to War) (2002) jako Adam Yarmolinsky
- Showtime (2002) jako Brad Slocum
- Amator kwaśnych jabłek (Pipe Dream) (2002) jako Arnie Hufflitz
- 61* (2001) jako Artie Green
- Roomates (2001) jako Eric
- Jakoś to będzie (Get well soon) (2001) jako Nathan
- Hoży doktorzy (Scrubs) (2001) jako pan Foster (gościnnie)
- Magia sukcesu (Bull) (2000) jako Josh Kaplan
- Gideon's Crossing (2000–2001) jako Josh Steinman (gościnnie)
- W poszukiwaniu echa (Looking For An Echo) (2000) jako Marty Pearlstein
- Gadka szmatka (Talk to Me) (2000) jako Sandy
- Cradle Will Rock (1999) jako wujek
- Hit and Runway (1999) jako Elliot Springer
- Brygada ratunkowa (Third Watch) (1999–2005) jako detektyw Hall (gościnnie)
- Jubilerka (Price Above Rubies, A) (1998) jako Schnuel
- Adwokat (Civil Action, A) (1998) jako Neil Jacobs
- Części intymne (Private Parts) (1997) jako Prawnik
- Teoria spisku (Conspiracy Theory) (1997) jako Operator inwigilacji
- Przejrzeć Harry’ego (Deconstructing Harry) (1997) jako Goldberg
- Lepiej być nie może (As Good as It Gets) (1997) jako mężczyzna przy stole
- Wbrew przykazaniom (Commandments) (1997) jako Banker
- Nowe życie Eda (Ed's Next Move) (1996) jako właściciel sklepu Yalta
- Dwa miliony dolarów napiwku (It Could Happen to You) (1994) jako reporter telewizyjny
- Nowojorscy gliniarze (NYPD Blue) (1993–2005) jako reporter (gościnnie)
- Prawo i porządek (Law & Order) (1990) jako dr Karl Styne (gościnnie)